# Venezuela aux Jeux olympiques d'hiver de 2006
Le Venezuela est représenté par un athlète aux Jeux olympiques d'hiver de 2006 à Turin.

## Délégation
Le tableau suivant montre le nombre d'athlètes vénézuéliens dans chaque discipline :
| Sport | Hommes | Femmes | Total |
| ----- | ------ | ------ | ----- |
| Luge  | 1      | 0      | 1     |
| Total | 1      | 0      | 1     |

## Résultats

### Luge
Simple hommes
| Athlète       | Épreuve      | Final    | Final    | Final    | Final    | Final          | Final |
| Athlète       | Épreuve      | Manche 1 | Manche 2 | Manche 3 | Manche 4 | Total          | Rang  |
| ------------- | ------------ | -------- | -------- | -------- | -------- | -------------- | ----- |
| Werner Hoeger | Simple Homme | 56 s 754 | 55 s 411 | 56.256   | 55 s 169 | 3 min 43 s 590 | 32    |

## Médailles
|           | Médaille d'or | Médaille d'argent | Médaille de bronze | Total |
| --------- | ------------- | ----------------- | ------------------ | ----- |
| Venezuela | 0             | 0                 | 0                  | 0     |